# Nowiny (powiat włodawski)
Nowiny – wieś w Polsce położona w województwie lubelskim, w powiecie włodawskim, w gminie Stary Brus.
W latach 1975–1998 miejscowość należała administracyjnie do województwa chełmskiego.
Wieś jest sołectwem w gminie Stary Brus. Według Narodowego Spisu Powszechnego z roku 2011 wieś liczyła 16 mieszkańców.
Wierni Kościoła rzymskokatolickiego należą do parafii Matki Bożej Częstochowskiej w Starym Brusie. 